# Fatou Sow
Fatou Sow Sarr (Dakar, 1940) es una socióloga senegalesa, feminista, investigadora sobre género y derechos de las mujeres en África. Desde agosto de 2022 es Comisaria de Desarrollo Humano y de los Asuntos Sociales de la CEDEAO. Es catedrática del Instituto Fundamental de África Negra, en Dakar. Además del apoyo para introducir en las universidades africanas las investigaciones sobre género, Sow ha impulsado también el dar a conocer las reivindicaciones de las mujeres africanas y de sus asociaciones y ha formado parte asumiendo puestos de responsabilidad de varias redes feministas, destacando su trabajo como coordinadora para África Occidental de la red Mujeres Viviendo Bajo Leyes Musulmanas y su participación en la red Development Alternatives for Women in a New Era (DAWN).

## Biografía
Nacida en Dakar en el seno de una familia numerosa orginaria de Saint Luis, capital de la colonia del Senegal. Sus padres eran funcionarios, sus padres era agente del servicio de impuestos y su madre era matrona en el hospital principal. En la tradición familiar había consciencia -asegura Fatou- de la importancia de la formación de las mujeres. Tras la independencia de Senegal, fue de las primeras mujeres que ingresaron en la universidad, formándose en ciencias y filosofía por la Universidad de Dakar. A finales de 1968 se trasladó a Francia para completar su doctorado en sociología en la Sorbona. Su tesis doctoral versó sobre las élites senegalesas.
Empezó a interesarse por los estudios de género después de participar en 1973 en un congreso de la Asociación canadiense de estudios africanos que se celebró en la Universidad Carleton de Otawa. Poco después se celebró en México la primera Conferencia Mundial sobre la Mujer de Naciones Unidas, algo que fue un impacto para muchas mujeres en todo el mundo, explica, Sow.
Fue profesora en la Facultad Universitaria de Notre-Dame de la Paix en Namur, Bélgica  y en la Escuela Nacional de Trabajadores Sociales de Dakar antes de incorporarse en 1999 a la Universidad Cheikh Anta Diop de Dakar.
En paralelo a su trabajo como profesora colaboró a finales de la década de 1980 a crear un programa de estudios de género en el Consejo para el Desarrollo de la Investigación de las Ciencias Sociales de África (CODESRIA) formando parte además desde 1987 del Comité Científico del Consejo. En esta organización panafricana encontró a feministas de todo el continente y de diferentes generaciones de universitarias anglófonas también formadas en la crítica feminista con las que colaboró. Especialmente con Ayesha Imam y Amina Mama con quienes organizó en 1991 el primer Instituto de Género de CODESRIA sobre Análisis de género.
En 1993 formó parte como investigadora del laboratorio "Sociedad en desarrollo en el espacio y en el tiempo", fundado por Catherine Coquery-Vidrovitch, y que está integrado en el CNRS de la Universidad de París-Diderot.
En 1999, organizó el segundo congreso internacional sobre investigaciones feministas de la francofonía.
En 2004 creó el Laboratorio de Investigaciones Científicas sobre cuestiones de género y ciencia de la Universidad Cheikh Anta Diop de Dakar y es catedrática del Instituto Fundamental de África Negra (IFAN) con sede en Dakar.
Forma parte de la primera generación de investigadoras africanas que, después de la independencia, dieron voz a las mujeres africanas y a sus problemáticas.
Ha formado parte de la red Mujeres Viviendo Bajo Leyes Musulmanas para el África Occidental, y de "Mujeres por un Desarrollo Alternativo para una Nueva Era"  (DAWN), una red de investigadoras y activistas feministas del Sur Global.
En agosto de 2022 fue nombrada Comisaria de Desarrollo Humano y Asuntos Sociales de la CEDEAO.

## Obras
- 2002 - Sexo, género y sociedad : Engendrer las ciencias sociales africanas, TIENE. Imam, TIENE. Mama, F. Sow (dir.), versión francesa por Fatou Sow de Engendering African sociales ciencias. Dakar, CODESRIA/Karthala.
- 2002 - La marchandisation de la gouvernance, versión francesa por Fatou Sow de Marketisation of Governance, Viviene Taylor (dir.). París, DAWN-El Harmattan
- 2004 - Nuestro cuerpo, nuestra salud : la salud y la sexualidad de las mujeres en África subsahariana, Fatou Sow y Codou Bop (dir.). París, El Harmattan.
- 2005 - « Las mujeres, el Estado y el sagrado », El islam político al Sur de Sáhara. Identidades, discursos y envites, M. Gomez-Perez (éd.). París, Karthala.
- 2005 - « Opinar las mujeres y el islam en África : un enfoque feminista », contribución a Mama Africa. Mezclas ofrecidas a Catherine Coquery-Vidrovitch. París, El Harmattan.
- 2005 - « Movilización de las mujeres en África del Oeste », Gender Equality. Striving for Justicia in año Unequal World, UNRISD, Ginebra.
- 2009 - «Féminismes en Afrique occidentale ? Prise de conscience et luttes politiques et sociales» en Vents d'Est, vents d'Ouest. Mouvements de femmes et féminismes anticoloniaux. Christine Verschuur (dir.)  Editor : Graduate Institute Publications  Colección : Genre et développement. Rencontres.
- 2018 - «Genre et fondamentalismes» Directora Fatou Sow, Editorial: CODESRIA, Senegal  ISBN 9782869787544